# Balian de Ibelin
Balian de Ibelin (în franceză Balian d'Ibelin; n. 1143 - d. 1193) a fost un nobil cruciat al Regatului Ierusalimului din secolul al XII-lea. Balian a fost cel mai tânăr fiu al lui Barisan Ibelin și fratele lui Hugh Baldwin. Tatăl său, un cavaler din provincia Jaffa a fost răsplătit cu stăpânirea castelului de Ibelin după revolta lui Hugh II Le Puiset. Numele Balian a fost scris, de asemenea, Barisan, dar el pare să fi adaptat numele la franceza veche: Balian (în 1175-1176). Balian de Ibelin mai este cunoscut și sub numele de Balian cel Tânăr sau Balian al II-lea.
Balian de Ibelin  este faimos deoarece a apărat cu mare vitejie Ierusalimul în timpul asediului lui Saladin, atunci când cruciații, cu o forță de 6000 de soldați, au ținut piept celor 60000 de sarazini. Balian de Ibelin a fost reprezentat de actorul Orlando Bloom în filmul din 2005, Regatul Cerului. 